# Вооружённые силы Чеченской Республики Ичкерия

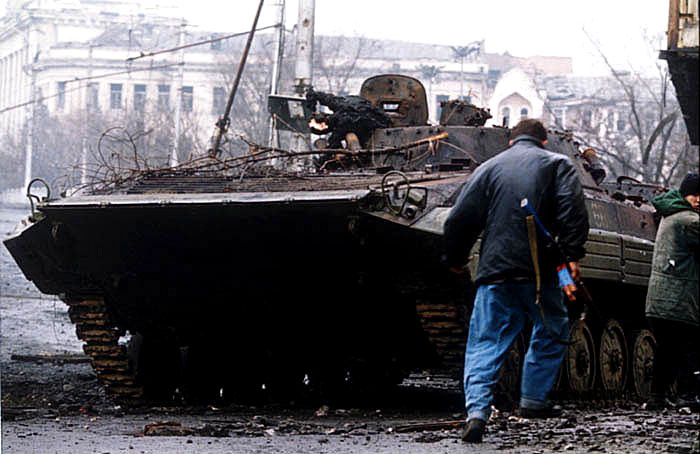
Чеченский боец возле сгоревшей российской БМП-2 во время штурма Грозного, январь 1995 года

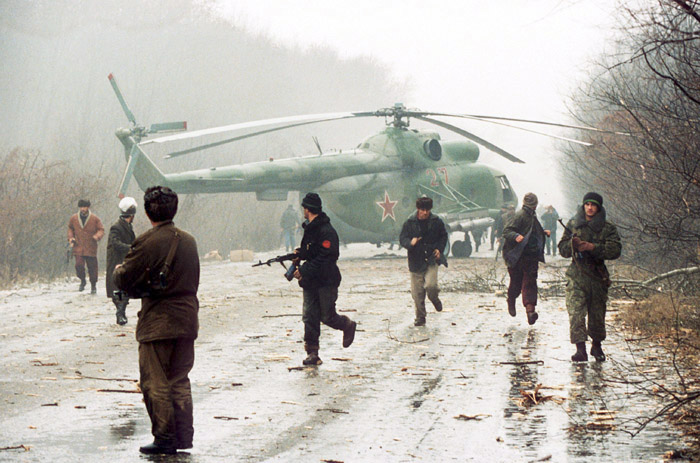
Чеченские бойцы у сбитого вертолёта Ми-8 федеральных сил. Новый Шарой, 14 декабря 1994

Вооружённые силы Чеченской Республики Ичкерия (ВС ЧРИ) (чечен. Нохчийн Пачхьалкх Ичкерин тӀеман ницӀкъаш) — созданная самопровозглашённой Чеченской Республикой Ичкерия военная организация. Согласно российскому законодательству — незаконные вооружённые формирования, созданные на территории де-юре входившей в состав России Чеченской Республики. Существовали в 1991—2007 годах. Принимали участие в первой и второй чеченских войнах.

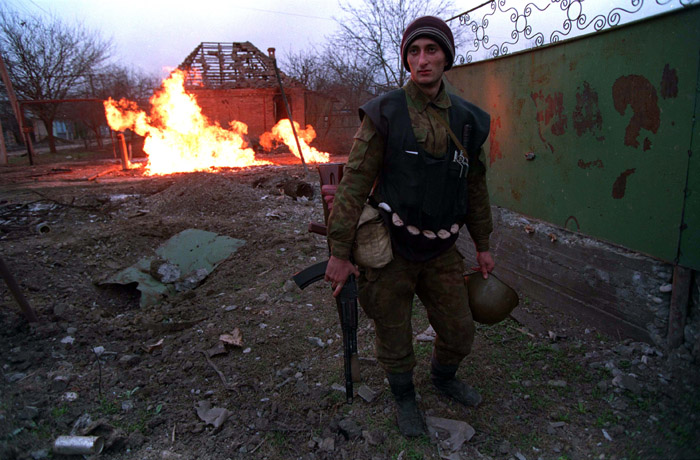
Чеченский боец во время штурма Грозного, январь 1995 года

## История
В результате событий сентября-ноября 1991 года Чеченская Республика фактически вышла из состава СССР. 1 ноября 1991 года президент Джохар Дудаев подписал указ о государственной независимости Чеченской Республики, 13 марта 1992 года вступила в силу принятая Парламентом ЧР Конституция, согласно которой Чечня провозглашалась «суверенным демократическим правовым государством, созданным в результате самоопределения чеченского народа». 31 марта 1992 года власти ЧР отказались подписать Федеративный договор.
В соответствии с указом Джохара Дудаева № 2 от 8 ноября 1991 года, было учреждено военное министерство, и все военные формирования «независимо от порядка подчинённости» переходили в полное распоряжение министерства. На основании закона ЧР «О президентской деятельности» и указа № 16 от 9 декабря 1991 года. президенту подчинялись «все вооружённые формирования на территории Чеченской республики».
Роль военного ведомства выполнял Главный штаб Вооружённых сил. Начальником Главного штаба являлся генерал-лейтенант Висхан Шахабов (бывший полковник советской авиации), зам.начальника Главного штаба — полковник Аслан Масхадов, начальником Оперативного управления Главного штаба — полковник Али Мацаев.
Закон об обороне ЧР от 24 декабря 1991 г, ввёл обязательную воинскую службу для всех граждан Чечни мужского пола; при этом на действительную службу призывались юноши 19-26 лет. На основании указа Дудаева № 29 от 17 февраля 1992 г. военнослужащие граждане ЧР, самовольно оставившие воинские части на территории бывшего СССР и изъявившие желание служить в ВС ЧР реабилитировались, а возбуждённые против них уголовные дела прекращались. С целью комплектования армии объявлялся призыв офицеров и сержантов запаса. За период 1991—1994 гг. было проведено шесть мобилизаций в ряды ВС ЧР. Основой командного состава чеченской армии стали бывшие офицеры советской армии, у многих из которых был опыт боевых действий в Афганистане, грузино-абхазского конфликта и других горячих точках.

## Вооружённые силы
Главнокомандующим Вооружёнными силами ЧРИ, согласно Конституции, являлся президент республики.
Организационная структура:
- Главный штаб вооружённых сил ЧРИ
- Президентский полк Национальной гвардии
- Полк специального назначения
- Танковый полк
- когда-то лояльные президенту Чечни полупартизанские «абхазские» и «афганские» батальоны, взятые Дудаевым под контроль ГШ (чтобы придать им статус законных военных формирований)
- Отдельный авиационный отряд
- Авиационный учебный центр
- Военно-транспортная авиация
- прочие подразделения обеспечения
- Военный колледж
- подразделения гражданской обороны
- военкоматы и другие структуры, занимающиеся решением задач на стыке «армия — общество»[7].

### Виды вооружённых сил

#### Сухопутные войска
В период с 1991 г. по 1994 г. оружие и вооружение поступало в республику из следующих источников: закупки в СНГ и за рубежом; получение от Министерства обороны РФ; захват и хищение со складов МО РФ; собственное изготовление. Большую часть вооружения и снаряжения, находившихся на армейских складах, своевременно не вывезли и оно было захвачено чеченскими формированиями. В результате, более 30 процентов оружия и военной техники оказались у ВС ЧРИ. Директивой министра обороны РФ Павла Грачёва № 316/1/0308ш от 28 мая 1992 г. было передано Дудаеву 50 процентов оружия и вооружения, находившегося на территории республики, однако, реально было передано и захвачено более 80 процентов военной техники и около 75 процентов стрелкового оружия.
| Тип                        | Производство        | Назначение                                         | Количество                 | Примечания   |              |
| Бронетехника               | Бронетехника        | Бронетехника                                       | Бронетехника               | Бронетехника | Бронетехника |
| -------------------------- | ------------------- | -------------------------------------------------- | -------------------------- | ------------ | ------------ |
| Т-62 и Т-72                | СССР                | основной боевой танк                               | 42                         |              |              |
| БМП-1 и БМП-2              | СССР                | боевая машина пехоты                               | 38                         |              |              |
| БТР-70 и БРДМ              | СССР                | бронетранспортёр                                   | 30                         |              |              |
| МТ-ЛБ                      | СССР                | бронетранспортёр                                   | 44                         |              |              |
| Артиллерия                 |                     |                                                    |                            |              |              |
| различные типы             | СССР                | орудия и миномёты                                  | 19                         |              |              |
| различные типы             | СССР · Россия       | зенитные средства                                  | 21                         |              |              |
| БМ-21 «Град»               | СССР · Россия       | реактивные системы залпового огня                  | 16                         |              |              |
| Противотанковые средства   |                     |                                                    |                            |              |              |
| различные типы             | СССР · Россия       | ручной противотанковый гранатомёт                  | около 1200 (около 130-РПГ) |              |              |
| Стрелковое оружие          |                     |                                                    |                            |              |              |
| ПСМ                        | СССР · Россия       | 5,45 мм Пистолет                                   | ?                          |              |              |
| ТТ                         | СССР                | 7,62 мм Пистолет                                   | ?                          |              |              |
| ПМ                         | СССР                | 9 мм Пистолет                                      | ?                          |              |              |
| АПС                        | СССР                | 9 мм Автоматический пистолет                       | ?                          |              |              |
| M1911                      | США                 | .45 ACP самозарядный пистолет                      |                            |              |              |
| Walther P38                | Нацистская Германия | 9 мм самозарядный пистолет                         |                            |              |              |
| Борз                       | Армения             | 9 мм Пистолет-пулемёт                              | ?                          |              |              |
| ППШ                        | СССР                | 7,62 мм пистолет-пулемёт                           |                            |              |              |
| MP 38/40                   | Нацистская Германия | 9 мм Пистолет-пулемёт                              | ?                          |              |              |
| Винтовка Мосина            | Российская империя  | 7,62 мм винтовка                                   | ?                          |              |              |
| АК                         | СССР                | 7,62 мм Автомат                                    | ?                          |              |              |
| АКМ                        | СССР                | 7,62 мм Автомат                                    | ?                          |              |              |
| АК-74                      | СССР · Россия       | 5,45 мм Автомат                                    | ?                          |              |              |
| АС Вал                     | СССР                | 9 мм бесшумный автомат                             | ?                          |              |              |
| M16                        | США                 | 5,56 мм Автоматическая винтовка                    | ?                          |              |              |
| РПК-74                     | СССР · Россия       | 5,45 мм Ручной пулемёт                             | ?                          |              |              |
| Ручной пулемёт Калашникова | СССР                | 7,62 мм Ручной пулемёт                             | ?                          |              |              |
| Пулемёт Калашникова        | СССР                | 7,62 мм Пулемёт                                    | ?                          |              |              |
| Ручной пулемёт Дегтярёва   | СССР                | 7,62 мм Ручной пулемёт                             | ?                          |              |              |
| НСВ-12,7 «Утёс»            | СССР                | 12,7 мм Крупнокалиберный пулемёт                   | ?                          |              |              |
| ДШКМ                       | СССР                | 12,7 мм Крупнокалиберный пулемёт                   | ?                          |              |              |
| КПВ                        | СССР                | 14,5 мм Крупнокалиберный пулемёт                   | ?                          |              |              |
| СВД                        | СССР                | 7,62 мм снайперская винтовка                       | ?                          |              |              |
| Винторез                   | СССР                | 9 мм бесшумная автоматическая снайперская винтовка | ?                          |              |              |
| Barrett M82                | США                 | 12,7 мм крупнокалиберная снайперская винтовка      | ?                          |              |              |

#### Военно-воздушные силы
В результате вывода из Чеченской Республики в 1992 году частей Российской армии было оставлено практически всё вооружение, в том числе самолёты и средства противовоздушной обороны (ПВО).
На авиабазе «Калиновская» Армавирским авиационным училищем было оставлено 39 учебно-боевых самолётов Л-39 «Альбатрос», 80 Л-29 «Дельфин», 3 истребителя МиГ-17, 6 тренировочных МиГ-15УТИ, 6 самолётов Ан-2 и 2 вертолёта Ми-8.
На авиабазе «Ханкала» осталось 72 Л-39 и 69 Л-29 «Дельфин».
Все самолёты были не боевыми, но при определённых обстоятельствах их можно было использовать в качестве штурмовиков. Таким образом, численный состав ВВС Чеченской Республики Ичкерия оценивался в 269 самолётов и 15 вертолётов. Положение с боеприпасами было плачевным — неуправляемых авиационных ракет на складах почти не осталось, а значительная часть авиабомб была практической, и основную часть вооружения ВВС составляли устаревшие авиабомбы калибра 50—100 кг.
По данным российской разведки, к ноябрю 1994 года исправными и боеспособными были всего лишь около 40 % техники, то есть примерно сто боевых машин.
Большая часть чеченской авиационной техники была уничтожена российскими ВВС на аэродромах в первые же дни Чеченской войны.
ПВО авиабаз насчитывала 15 ЗРК «Стрела-10», 23 зенитно-артиллерийские установки различных типов и 17 ПЗРК «Игла».
Кроме того, по данным некоторых СМИ, у отрядов моджахедов, воевавших в Чечне, имелось некоторое количество ПЗРК «Stinger» американского производства.
Пункты базирования
Для базирования чеченской авиации могли быть использованы три авиабазы:
- Авиабаза «Грозный — Северный»
- Авиабаза «Калиновская»
- Авиабаза «Ханкала»

Сообщалось также о ведущихся работах по приспособлению нескольких участков автострад для базирования самолётов.
Техника и вооружение
| Тип                | Производство | Назначение                                         | Количество | Примечания                                                                              |
| Самолёты           | Самолёты     | Самолёты                                           | Самолёты   | Самолёты                                                                                |
| ------------------ | ------------ | -------------------------------------------------- | ---------- | --------------------------------------------------------------------------------------- |
| Aero L-39 Albatros | Чехословакия | учебно-тренировочный самолёт учебно-боевой самолёт | 111        | 1 самолёт сбит 4 октября 1992 года в результате действий оппозиции, экипаж погиб        |
| Aero L-29 Delfin   | Чехословакия | учебно-тренировочный самолёт                       | 149        |                                                                                         |
| МиГ-17             | СССР         | истребитель                                        | 3          |                                                                                         |
| МиГ-15УТИ          | СССР         | учебно-тренировочный истребитель                   | 6          |                                                                                         |
| Ан-2               | СССР         | самолёт общего назначения                          | 6          | 2 самолёта сбиты 21 сентября 1992 года в результате действий оппозиции, экипажи погибли |
| Вертолёты          |              |                                                    |            |                                                                                         |
| Ми-8               | СССР         | многоцелевой вертолёт                              | 15         |                                                                                         |
| Системы ПВО        |              |                                                    |            |                                                                                         |
| 9К35 «Стрела-10»   | СССР         | самоходный зенитный ракетный комплекс              | 15         | ближнего действия                                                                       |
| различные типы     | СССР         | зенитные артиллерийские установки                  | 23         |                                                                                         |
| 9К38 «Игла»        | СССР         | переносной зенитно-ракетный комплекс               | 17         |                                                                                         |
| 9К34 «Стрела-3»    | СССР         | переносной зенитно-ракетный комплекс               | нет данных |                                                                                         |
| FIM-92 Stinger     | США          | переносной зенитно-ракетный комплекс               | нет данных |                                                                                         |

Опознавательные знаки
На электронных страницах, посвящённых символике ВВС стран мира, часто упоминается опознавательный знак ВВС ЧРИ, представляющий собой советскую красную звезду (опознавательный знак ВВС СССР), с наложенным на неё гербом ЧРИ. Однако никаких фотографий, свидетельствующих об этом, не приводится.

#### Народное ополчение
Наурский батальон — сформирован 1 января 1995 года из жителей сёл Наурского района. Командир батальона — полковник Апти Баталов.

### Знаки различия
Приказ № 164 от 7 декабря 1993 года «Об установлении воинских и специальных званий военнослужащим вооружённых сил Чеченской Республики, военным формированиям и полиции»

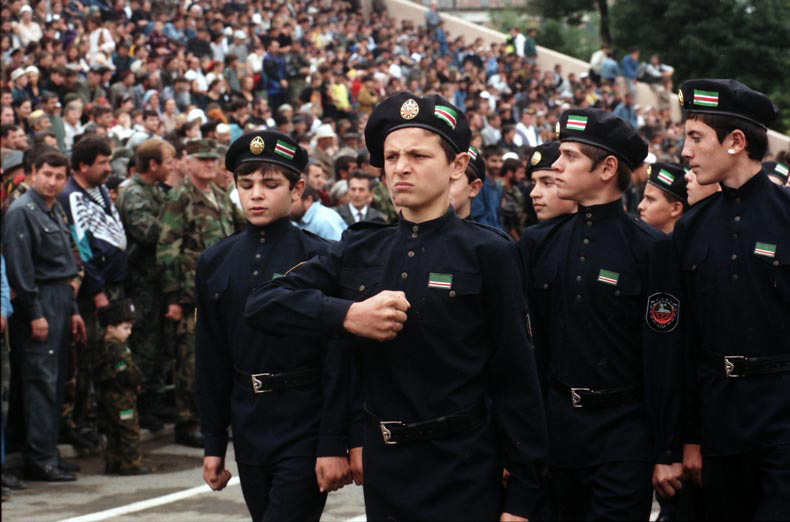
Воспитанники Военного колледжа ВС ЧРИ

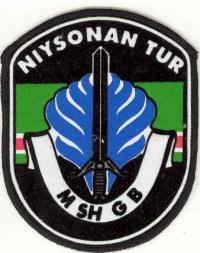
Министерство Шариатской Государственной Безопасности надпись - Меч Справедливости

Генералы и офицеры
| Категории               | Генералы                    | Генералы      | Генералы          | Генералы            | Генералы          | Старшие офицеры | Старшие офицеры | Старшие офицеры | Младшие офицеры | Младшие офицеры   | Младшие офицеры |  |
| ----------------------- | --------------------------- | ------------- | ----------------- | ------------------- | ----------------- | --------------- | --------------- | --------------- | --------------- | ----------------- | --------------- |  |
|                         |                             |               |                   |                     |                   |                 |                 |                 |                 |                   |                 |  |
| Чеченское звание        | Генералиссимус ЧРИ          | Генерал армии | Корпусной генерал | Дивизионный генерал | Бригадный генерал | Полковник       | Подполковник    | Майор           | Капитан         | Поручик           | Лейтенант       |  |
| Российское соответствие | Маршал Российской Федерации | Генерал армии | Генерал-полковник | Генерал- лейтенант  | Генерал- майор    | Полковник       | Подполковник    | Майор           | Капитан         | Старший лейтенант | Лейтенант       |  |

Подофицеры и солдаты
| Категории               | Прапорщики        | Прапорщики | Сержанты и старшины | Сержанты и старшины | Сержанты и старшины | Солдаты  | Солдаты |
| ----------------------- | ----------------- | ---------- | ------------------- | ------------------- | ------------------- | -------- | ------- |
|                         |                   |            |                     |                     |                     |          |         |
| Чеченское звание        | Старший прапорщик | Прапорщик  | Старшина            | Старший сержант     | Сержант             | Ефрейтор | Рядовой |
| Российское соответствие | Старший прапорщик | Прапорщик  | Старшина            | Старший сержант     | Сержант             | Ефрейтор | Рядовой |

Нарукавные знаки

Ичкерия
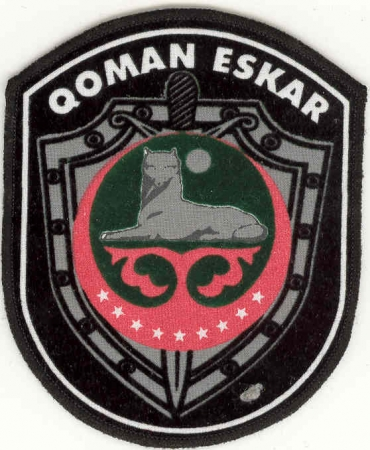
Национальная Армия, неизвестный компонент
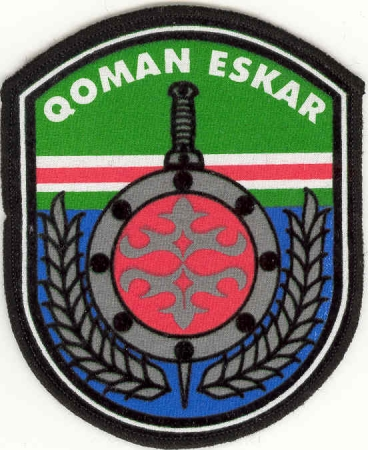
Национальная Армия, неизвестный компонент
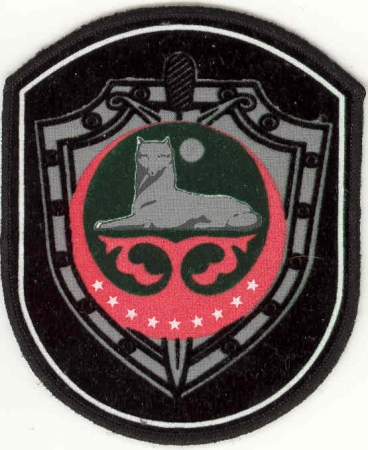
Военные учебные заведения

## Национальная гвардия
13 марта 1997 года президент ЧРИ Аслан Масхадов учредил Национальную гвардию Чеченской Республики Ичкерия, которая должна была стать единственным регулярным вооружённым формированием — основой Вооружённых сил ЧРИ. Командующим Национальной гвардией ЧРИ был назначен бригадный генерал Магомед Ханбиев.
Численность Национальной гвардии составляла 2 тыс. человек, в её состав входили автономные Президентская гвардия, подчинявшаяся непосредственно президенту ЧРИ, и Шариатская гвардия, находившаяся в распоряжении Верховного Шариатского суда ЧРИ.
Кроме того, отдельные батальоны находились в подчинении Главного штаба (батальон обеспечения охраны военных объектов и управления Главного штаба вооружённых сил) и председателя правительства (спецбатальон при Кабинете министров ЧРИ). Остальные вооружённые группы должны были быть распущены.
Организационная структура:
- Подразделения Национальной гвардии
- Президентская гвардия
- Шариатская гвардия
- Батальон обеспечения охраны военных объектов и управления Главного штаба вооружённых сил
- Спецбатальон при Кабинете министров ЧРИ

Боевой состав:
- 1-й батальон национальной гвардии имени Умалта Дашаева[13]
- 2-й батальон национальной гвардии имени Хамзата Ханкарова[13], в ноябре 1999 года основная часть этого подразделения под командованием бригадного генерала Сулима Ямадаева перешла на сторону федеральных войск.
- 3-й батальон национальной гвардии имени Джохара Дудаева[13]
- 8-й Аргунский батальон национальной гвардии[14]
- 10-й Шалинский бронетанковый батальон национальной гвардии[14]
- Инженерно-сапёрный батальон[13]

### Знаки различия
Приказ № 164 от 7 декабря 1993 года «Об установлении воинских и специальных званий военнослужащим вооружённых сил Чеченской Республики, военным формированиям и полиции»
Генералы и офицеры
| Категории               | Генералы      | Генералы           | Генералы            | Генералы          | Старшие офицеры | Старшие офицеры | Старшие офицеры | Младшие офицеры | Младшие офицеры   | Младшие офицеры |
| ----------------------- | ------------- | ------------------ | ------------------- | ----------------- | --------------- | --------------- | --------------- | --------------- | ----------------- | --------------- |
|                         |               |                    |                     |                   |                 |                 |                 |                 |                   |                 |
| Чеченское звание        | Генерал армии | Корпусной генерал  | Дивизионный генерал | Бригадный генерал | Полковник       | Подполковник    | Майор           | Капитан         | Поручик           | Лейтенант       |
| Российское соответствие | Генерал армии | Генерал- полковник | Генерал- лейтенант  | Генерал-майор     | Полковник       | Подполковник    | Майор           | Капитан         | Старший лейтенант | Лейтенант       |

Подофицеры и солдаты
| Категории               | Прапорщики        | Прапорщики | Сержанты и старшины | Сержанты и старшины | Сержанты и старшины | Солдаты  | Солдаты |
| ----------------------- | ----------------- | ---------- | ------------------- | ------------------- | ------------------- | -------- | ------- |
|                         |                   |            |                     |                     |                     |          |         |
| Чеченское звание        | Старший прапорщик | Прапорщик  | Старшина            | Старший сержант     | Сержант             | Ефрейтор | Рядовой |
| Российское соответствие | Старший прапорщик | Прапорщик  | Старшина            | Старший сержант     | Сержант             | Ефрейтор | Рядовой |

Знаки головных уборов

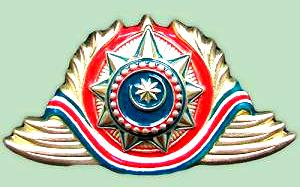
На фуражку для генералов
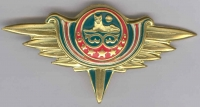
На тулью фуражки для генералов
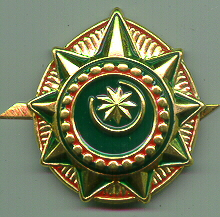
Для генеральского состава
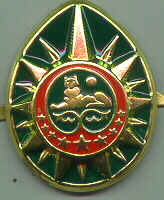
Для офицерского состава
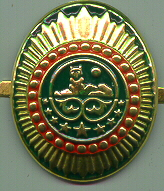
Для рядового и младшего командного состава

Нарукавные знаки

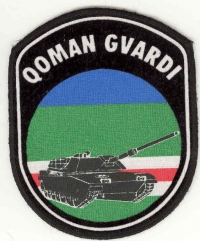
Национальная Гвардия, механизированный компонент
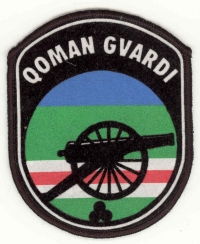
Национальная Гвардия, артиллерийский компонент

## Правоохранительные органы
Первоначально к правоохранительным органам ЧРИ относились Министерство внутренних дел (МВД), Национальная служба безопасности (НСБ), Генеральная прокуратура, а также специальные правоохранительные органы и подразделения, одним из которых был Антитеррористический центр при президенте ЧРИ.
Руководители МВД и Генпрокуратуры ЧРИ неоднократно выступали с критикой деятельности шариатских судов (в том числе Верховного Шариатского суда ЧРИ), которых обвиняли в попустительстве преступникам, и требовали установления контроля над судьями.

### Министерство внутренних дел
Министром внутренних дел в администрации президента Аслана Масхадова являлся Казбек Махашев, занимавший тот же пост в администрациях Джохара Дудаева и Зелимхана Яндарбиева, и состоявший ранее в Государственном совете обороны Чеченской Республики Ичкерия.

#### Знаки различия
Приказ № 164 от 7 декабря 1993 года «Об установлении воинских и специальных званий военнослужащим вооружённых сил Чеченской Республики, военным формированиям и полиции»
Генералы и офицеры
| Категории               | Генералы           | Генералы                  | Старшие офицеры   | Старшие офицеры      | Старшие офицеры | Младшие офицеры | Младшие офицеры   | Младшие офицеры   |
| ----------------------- | ------------------ | ------------------------- | ----------------- | -------------------- | --------------- | --------------- | ----------------- | ----------------- |
|                         |                    |                           |                   |                      |                 |                 |                   |                   |
| Чеченское звание        | Генерал полиции    | Бригадный генерал полиции | Полковник полиции | Подполковник полиции | Майор полиции   | Капитан полиции | Поручик полиции   | Лейтенант полиции |
| Российское соответствие | Генерал- лейтенант | Генерал-майор             | Полковник         | Подполковник         | Майор           | Капитан         | Старший лейтенант | Лейтенант         |

Подофицеры и солдаты
| Категории               | Сержанты и старшины | Сержанты и старшины     | Сержанты и старшины | Солдаты             | Солдаты     |
| ----------------------- | ------------------- | ----------------------- | ------------------- | ------------------- | ----------- |
|                         |                     |                         |                     |                     |             |
| Чеченское звание        | Старшина полиции    | Старший сержант полиции | Сержант полиции     | Старший полицейский | Полицейский |
| Российское соответствие | Старшина            | Старший сержант         | Сержант             | Ефрейтор            | Рядовой     |

Нарукавные знаки
- Министерство Шариатской Государственной Безопасности  
надпись - Меч Справедливости

### Служба национальной безопасности
Директором департамента национальной безопасности ЧРИ в июне 1997 года был назначен бригадный генерал Лечи Хултыгов, ранее занимавший пост вице-президента и начальника штаба СНБ. Лечи Хултыгов считался членом команды Аслана Масхадова и был известен как сторонник самых решительных мер в борьбе с преступностью (в частности, он был инициатором публичных расстрелов уголовников в Грозном).

#### Знаки различия
Приказ № 164 от 7 декабря 1993 года «Об установлении воинских и специальных званий военнослужащим вооружённых сил Чеченской Республики, военным формированиям и полиции»
Генералы и офицеры
| Категории               | Генералы                              | Старшие офицеры               | Старшие офицеры                  | Старшие офицеры           | Младшие офицеры             | Младшие офицеры             | Младшие офицеры               |
| ----------------------- | ------------------------------------- | ----------------------------- | -------------------------------- | ------------------------- | --------------------------- | --------------------------- | ----------------------------- |
|                         |                                       |                               |                                  |                           |                             |                             |                               |
| Чеченское звание        | Бригадный генерал службы безопасности | Полковник службы безопасности | Подполковник службы безопасности | Майор службы безопасности | Капитан службы безопасности | Поручик службы безопасности | Лейтенант службы безопасности |
| Российское соответствие | Генерал-майор                         | Полковник                     | Подполковник                     | Майор                     | Капитан                     | Старший лейтенант           | Лейтенант                     |

Подофицеры и солдаты
| Категории               | Прапорщики        | Прапорщики | Сержанты и старшины | Сержанты и старшины | Сержанты и старшины | Солдаты  | Солдаты |
| ----------------------- | ----------------- | ---------- | ------------------- | ------------------- | ------------------- | -------- | ------- |
|                         |                   |            |                     |                     |                     |          |         |
| Чеченское звание        | Старший прапорщик | Прапорщик  | Старшина            | Старший сержант     | Сержант             | Ефрейтор | Рядовой |
| Российское соответствие | Старший прапорщик | Прапорщик  | Старшина            | Старший сержант     | Сержант             | Ефрейтор | Рядовой |

Нарукавные знаки

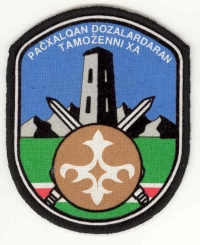
Государственная Пограничная и Таможенная Служба
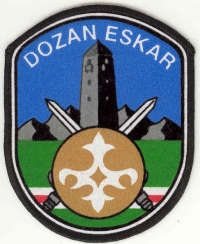
Пограничные Войска

### Генеральная прокуратура
Генеральным прокурором в администрации президента Аслана Масхадова являлся Хаваж Сербиев, занимавший тот же пост в администрации Зелимхана Яндарбиева.

### Специальные правоохранительные органы и подразделения
Антитеррористический центр при президенте ЧРИ
В мае 1997 года был создан Антитеррористический центр при президенте ЧРИ, руководителем которого стал полевой командир Хункар-Паша Исрапилов.

## Незаконные вооружённые формирования
В межвоенное время структура и состав вооружённых сил Ичкерии изменялись в зависимости от взаимоотношений центральной власти и многочисленных полевых командиров (Басаев, Радуев, Ямадаев). Так, кроме сил подчинённых президенту Чечни Аслану Масхадову, действовали:
- Армия генерала Дудаева (АГД), под командованием Салмана Радуева;
- Исламский полк особого назначения (ИПОН), под командованием Арби Бараева;
- Исламская международная миротворческая бригада, под командованием Шамиля Басаева;